# Архипов-Гордеев, Андрей Дмитриевич
Андрей Дмитриевич Архипов (псевдоним: Гордеев; 30 ноября (12 декабря) 1892, Ялта — 1 мая 1979, Санта-Барбара) — участник Первой мировой войны и гражданской войны на стороне белого движения. Подполковник (на 1920). В годы Второй мировой войны командовал первым пехотным полком 1-й дивизии РОА. Полковник ВС КОНР.

## Биография
Родился 30 ноября в Ялте в семье рыбака. В 1914 году окончил Алексеевское военное училище по I разряду.
1 октября 1914 года произведен в подпоручики с назначением в распоряжение штаба Московского военного округа, но уже 20 декабря убыл в Действующую армию.
Участвовал в боях с Германией на Северо-Западном и Северном фронтах в 1915 году.
После Октябрьской революции был демобилизован. В октябре 1918 года вступает в Добровольческую армию генерала А. И. Деникина.
В 1919—1920 годах служил в рядах 1-го и 2-го офицерских генерала Маркова полков и после кровавых боев и больших потерь вместе с марковцами в составе Русской армии эвакуировался из Крыма в Турцию.
В Галлиполи Архипов состоял в 5-й роте Марковского полка 1-й пехотной дивизии I армейского корпуса, вместе с и которым разделил Галлиполийское сидение.
В октябре 1923 года эмигрировал в Болгарию, где в 1924 году вступил в Русский Обще-Воинский Союз. В 1926 году выехал во Францию. С 1927 года жил в Париже, затем в Булони. В 1930-39 работал таксистом в Париже.
В 1932 году окончил основное отделение (Париж) Зарубежных Высших военно-научных курсов систематического изучения военного дела (1 выпуск) генерал-лейтенанта Н. Н. Головина.
Летом 1941 года после нападения Германии на Советский Союз зарегистрировался при I (Французском) отделе РОВС в качестве добровольца, готового отправиться на Восточный фронт для участия в формировании русских антибольшевистских частей, а в мае 1942 года добровольно выехал на Восточный фронт. В это время командовал ротой в восточном батальоне, принимал участие в боях с партизанами, был ранен. Позднее он так вспоминал это время:

«Немцы населенные пункты партизан сжигали, мы с этим пытались бороться, доказывая немцам, что население невинно в том, что нередко партизаны занимали их деревни. Часто наши доводы действовали на немцев, и крестьяне считали нас своими спасителями … Население из района Сычевка — Вязьма — Белый — Дорогобуж — Ярцево — Духовщина гналось назад [при отступлении Вермахта — К. А.], а сопротивлявшихся покидать свои деревни и хаты — расстреливали. Так было расстреляно около 300 женщин, стариков и детей в деревне Высокое в районе между станцией Воропаево (ж/д Смоленск—Вязьма) и Белый. Люди гибли на пути своего движения от голода и холода. Наши протесты оставались гласом вопиющего в пустыне. Мы, старые эмигранты, старались среди русского населения проводить чисто русско-национальную политику, вопреки запретам немцев. Так, например, беседы о величии России, ее истории и полководцах запрещались. Так как в каждом подразделении находились немцы-соглядатаи, то приходилось этим заниматься в поле, куда они не появлялись»
В мае 1943 года находился в краткосрочном отпуске в Берлине, где познакомился с Иваном Благовещенским, Федором Трухиным и Дмитрием Закутным.
В июне 1943 года переведён в Дабендорфскую школу РОА в чине капитана. Майор и подполковник РОА (1943—1944).
В ноябре 1944 года при формировании 1-й пехотной дивизии войск Комитета освобождения народов России был назначен командующим 1-м пехотным полком. В начале 1945 года произведен в полковники.
В марте 1945 года в составе дивизии убыл на Восточный фронт в район Фюрстенвальде на Одере. Здесь советские разведчики предприняли попытка убить Архипова, но их заговор раскрылся и его удалось предотвратить.
13—14 апреля 1945 года во время операции «Апрельская погода» на Одере против частей 119-го советского укрепленного района полк Архипова находился в резерве командира дивизии генерал-майора Сергея Буняченко.
На военном совете 1-й дивизии в Сухомастах единственный выступил против вмешательства в Пражское восстание. Но, повинуясь решению совета, принял участие в боях против немцев, развернувшихся в Праге.
Во время боёв в Праге 7 мая, Архипову позвонил командир советской миссии, ранее сброшенной в город на парашютах, и у них состоялся разговор, во время которого последний предложил Архипову объявить, что его полк сражается за «Сталина и за Россию». После того, как Архипов указал, что он воюет за Россию, «но не за Сталина», разговор был прерван.
12 мая 1945 года, после получения приказа о роспуске дивизии, в 13.30 распустил свой полк, после чего скрылся в американской зоне.
В этом же году, взяв фамилию Гордеев, поселился в Мюнхене. В 1947—1948 годах вел активную общественно-политическую деятельность и стал одним из инициаторов создания Союза Андреевского Флага (САФ), учрежденного на конференции под Мюнхеном 18 апреля 1948 года. Выступал за активное сотрудничество между САФ и РОВС.
В 1950 году, после переезда в США, стал близкок с генерал-майором Антоном Туркулом. 22—23 мая 1954 года избирался делегатом IV съезда Всероссийской эмиграции в Нью-Йорке.
В 1965 году переехал из Нью-Йорка к дочери в Калифорнию, где провел последние годы жизни.
Умер 1 мая 1979 года в Санта-Барбаре.

## Награды
- Орден Святого Станислава 3 степени с мечами и бантом[2]
- Орден Святой Анны 4 степени с надписью «За храбрость»

## Интересные факты
- Андрей Дмитриевич вместе с капитаном Вильфридом Штрик-Штрикфельдтом участвовал в первой телевизионной программе, посвященной истории РОА и показанной американским каналом NBS 16 декабря 1962 года.